# Ballantiophora neglecta
Ballantiophora neglecta är en fjärilsart som beskrevs av Thierry-mieg 1910. Ballantiophora neglecta ingår i släktet Ballantiophora och familjen mätare. Inga underarter finns listade i Catalogue of Life.